# Alcis sublimis
Alcis sublimis är en fjärilsart som beskrevs av Butler 1889. Alcis sublimis ingår i släktet Alcis och familjen mätare. Inga underarter finns listade i Catalogue of Life.